# Districte de Vendôme
El districte de Vendôme és un dels tres districtes amb què es divideix el departament francès del Loir i Cher a la regió del Centre-Vall del Loira. Té 9 cantons i 107 municipis. El cap del districte és la sotsprefectura de Vendôme.

## Cantons
cantó de Droué - cantó de Mondoubleau - cantó de Montoire-sur-le-Loir - cantó de Morée - cantó de Saint-Amand-Longpré - cantó de Savigny-sur-Braye - cantó de Selommes - cantó de Vendôme-1 - cantó de Vendôme-2